# Kobian Mercury MagiQ
De Kobian Mercury MagiQ is een low-budget-phablet van de Indiase fabrikant Kobian. Het toestel wordt geleverd met Android-versie 4.0.4, ook wel Ice Cream Sandwich genoemd. De dualsim-phablet is op de Indiase markt uitgebracht en is alleen verkrijgbaar in het zwart. 
De Mercury MagiQ heeft een schermdiagonaal van 5 inch en behoort daarmee tot de phablets, een categorie gelegen tussen de smartphones en de tablets. Ondanks het grote scherm heeft het toestel een relatief lage resolutie, 800 bij 480 pixels. De Mercury MagiQ gebruikt een ARMv7-singlecore-processor van 1 GHz. Aan de achterkant van de phablet bevindt zich een 12 megapixelcamera en aan de voorkant is er een camera met VGA-resolutie om mee te kunnen videobellen. 